# 오성식
오성식(吳成植, 1960년 6월 19일 ~ )은 대한민국의 영어 강사 겸 저술가, 유튜버이다.

## 이력
본관은 해주이며 서울에서 출생한 그는 1985년 한국외국어대학교 포르투갈어학과를 학사 학위 취득하였으며, 1987년 미국 미시간 주립대학교 대학원 영어영문학과에서 TESOL 전공으로 1년간 수학 후 문학석사 학위를 받았다.
그는 이미 한국외대 포르투갈어학과 4학년 때인 1984년에 《오성식 생활영어 5400》을 출간하여 화제를 불러 일으켰다.
이후 1988년 한국외국어대학교에서 강의를 시작하였으며, 1989년에는 한양대학교에서 강의를 하였고, 1990년에서 1994년까지는 한국교육방송공사에서 중학교 영어를 진행하였으며, 1990년 10월부터 2000년 6월까지는 한국방송공사 라디오 프로그램인 굿모닝 팝스를 10년 가까이 진행하였으나 2000년 3월 여성 보조 진행자를 폭행한 사건으로 불명예 하차해야 했다. 2002년 9월부터 2004년 9월까지는 미국 미시간 주립대학교에서 초빙연구원을 역임했으며, 2006년 3월 27일부터 원음방송 라디오 프로그램 오성식의 굿모닝 쇼와 오성식의 굿이브닝 쇼의 진행자로 발탁되어 2009년 2월 27일까지 진행하였다.
현재는 서울 오성식 영어연구원 원장 겸 오성식 국제학교(O.S.S) 재단 이사장이다.

## 학력
- 1973년 서울중곡초등학교 졸업
- 1976년 면목중학교 졸업
- 1979년 대신고등학교 졸업
- 1985년 한국외국어대학교 포르투갈어학과 졸업
- 1987년 미국 미시간 주립대학교 대학원 "외국인을 위한 영어 교수법(TESOL)" 석사 학위 취득

## 저서
- 오성식 생활영어 SOS 7200  1권 ~ 8권 (1993년, 고려원)
- 오성식 생활영어 SOS CD-ROM 2장 (1993년, 동아출판사)
- 오성식의 English Q&A (1993년, KBS 문화사업단)
- 오성식의 Pops English (1993년, 주) 아이윌)
- 오성식 생활영어 5400, 3권, 카세트 24개 (1984년, 관문사)
- 오성식 파노라이브 잉글리시
- 오성식 파노라이브 기초생활영어
- 오성식 파노라이브 해외여행영어
- 오성식 파노라이브 영어발음 공식
- BMS 대학입시 영어, 교재 4권, 카세트 37개
- 오성식 대입 생활 영어, 카세트 2개
- 삼미 새 중학영어 6권, 카세트 72개
- 문음사 중학영어 샘 6권, 카세트 60개
- 오성식 중학영어, 6권, 카세트 144개
- ABC 걸음마영어 5권, 카세트 12개
- 소리나는 펜맨쉽, 카세트 1개
- ABC 그림 영어
- 오성식 걸음마 씽씽영어
- 오성식 씽씽영어
- 영어로 세계일주 (해외 여행기) 외 다수

## 출연작

### TV 프로그램
- 1990년 3월 KBS 3TV - 중학영어
- 1993년 3월 EBS TV - 미리 가본 대학
- 1994년 MBC TV - 세계로 가는 장학퀴즈
- 1995년 7월 17일 KBS2 - 생방송 아침을 달린다
- KBS2, KBS1 - TV쇼 진품명품
- 1997년 MBC TV - 고향은 지금
- 1999년 4월 13일 KBS1 - 아침마당
- 1999년 9월 2일 KBS2 - TV는 사랑을 싣고
- 2006년 3월 13일 ~ 3월 17일 EBS - 건강을 위한 10분
- 2006년 6월 22일 KBS1 - 피플 세상속으로
- 2006년 7월 3일 KBS2 - 감성매거진 행복한 오후
- 2006년 7월 4일 KBS2 - 이홍렬,홍은희의 여유만만
- 2007년 1월 24일 KBS 창원1TV - 시리즈 3부작 국제화시대의 자녀교육
- 2007년 2월 3일 TJB - 오행오감
- 2008년 4월 27일 KBS 1TV 체험 삶의 현장 - 수타자장 만들기 편 (with 개그우먼 정재윤과 함께 출연)
- 2008년 5월 27일 SBS - 생방송 투데이
- 2009년 KBS2 《여유만만1》
- 2011년 제주MBC 《생방송 전국시대》

### TV 시트콤
- 1997년 MBC 청춘시트콤 《남자 셋 여자 셋》
- 2000년 MBC 월요시트콤 《세 친구》 ... 토니와 리차드 영어강사 오성식 역 (카메오 출연)

### 라디오 프로그램
- 1984년 11월 CBS 라디오 영어회화 강좌
- 1989년 2월 KBS 라디오서울 "해외 여행 영어"
- KBS Cool FM - 굿모닝 팝스 (1990년 10월 1일 ~ 2000년 6월 30일)
- WBS 원음방송 - 오성식의 굿모닝 쇼, 오성식의 굿이브닝 쇼 - (2006년 3월 27일 ~ 2009년 2월 27일)

### 비디오 영상물
- 2000년 한국마약퇴치운동본부 《들꽃이 아름다운 이유》

### 광고
- 2005년 아인텍정보 매직토커스

## 상훈
- 1992년 : EBS 우수 프로그램 진행상
- 1995년 : KBS 우수 프로그램 진행상
- 1996년 : 제23회 한국방송대상 청소년 부문 대상

## 가족 관계
- 아내: 김성지
- 딸: 오재영
- 아들: 오찬섭